# Dieter Goltzsche

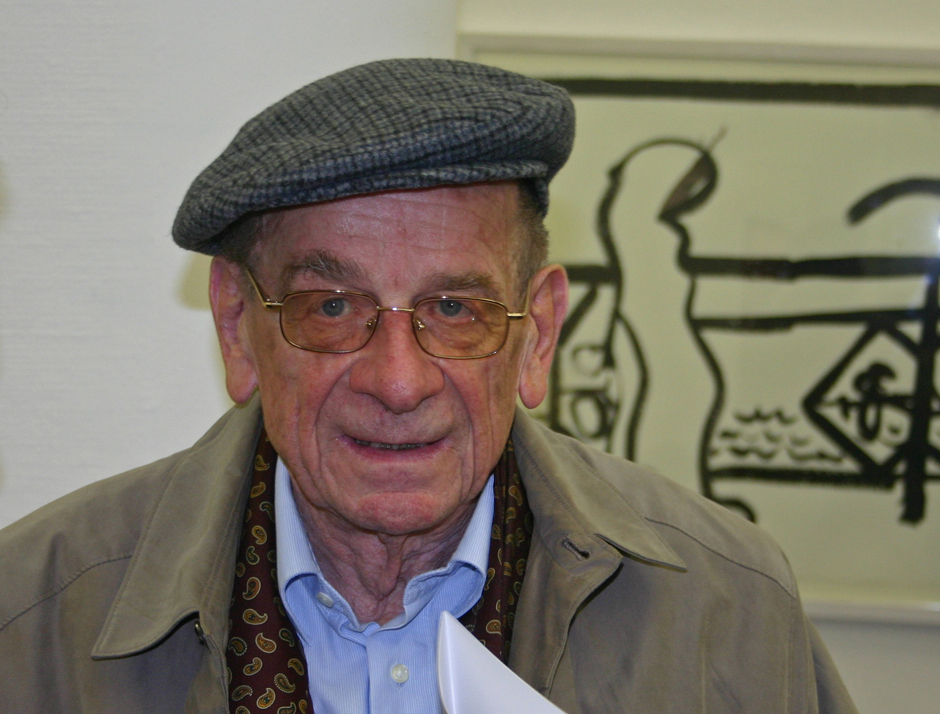
Dieter Goltzsche, 2014

Dieter Goltzsche (* 28. Dezember 1934 in Dresden) ist ein deutscher Maler, Zeichner und Grafiker und war Hochschullehrer. Er ist einer der bedeutendsten Vertreter der Berliner Schule.

## Leben
Dieter Goltzsche wuchs in Dresden auf. Nach dem Besuch der Grundschule erlernte er von 1950 bis 1952 den Beruf des Textilmusterzeichners und Patroneurs. 1952 bis 1957 studierte er an der Hochschule für Bildende Künste Dresden bei den Professoren Hans Theo Richter und Max Schwimmer. Früh schon fiel Goltzsche durch überdurchschnittliche künstlerische Begabung auf, was Max Schwimmer veranlasste, ihn 1958 zu seinem Meisterschüler an die Deutsche Akademie der Künste nach Berlin zu berufen. Goltzsche sollte Schwimmers einziger Meisterschüler bleiben. Durch Auseinandersetzungen zwischen dem ZK der SED und der Akademie, die sich auf Formalismusvorwürfe gegenüber den Akademiemitgliedern bezogen, war Goltzsches Meisterschülerschaft bereits 1959 wieder beendet. Seit dieser Zeit lebt der Künstler freischaffend in Berlin und ließ sich 1960 zunächst in Köpenick und später in Friedrichshagen nieder. Ab 1978 war er Hochschullehrer und ab 1980 Dozent für Malerei und Graphik an der Kunsthochschule Berlin-Weißensee. Er hatte im In- und Ausland eine große Zahl von Einzelausstellungen und Ausstellungsbeteiligungen, u. a. von 1958 bis 1988 an sechs Deutschen Kunstausstellungen bzw. Kunstausstellungen der DDR in Dresden.
Goltzsche war bis 1990 Mitglied des Verbands Bildender Künstler der DDR und ist seit 1990 Mitglied der Akademie der Künste Berlin. Von 1992 bis 2000 hatte er eine Professur an der Kunsthochschule Berlin-Weißensee inne.
Studienreisen führten Goltzsche 1956 nach Norditalien, 1968 nach Bulgarien, 1970 nach Leningrad, 1981 nach Mailand und in die Toskana, 1988 nach Südtirol, Venedig und Verona, 1990 nach Israel, 1991 nach Rom, seit 1993 folgten weitere auch mehrfache Reisen nach London, Paris und Frankreich sowie in die Schweiz.
Er war von 1961 bis 1970 mit Ingrid, geb. Schwarz, verheiratet. Künstlerfreundschaften verbanden und verbinden Dieter Goltzsche seit seiner Studienzeit in Dresden und der Meisterschülerzeit in Berlin mit Werner Wittig und Max Uhlig, mit Manfred Böttcher, Harald Metzkes und Werner Stötzer, mit Lothar Böhme, Hans Vent, Wolfgang Leber und Klaus Roenspieß. Seit 1963 war er mit Charlotte E. Pauly befreundet und 1964/65 begegnete er Herbert Tucholski.

## Werk
Dieter Goltzsche ist ein leidenschaftlicher Beobachter. Bildanlässe liefert seit jeher das Naheliegende: Die menschliche Figur, der Innenraum sowie Stadt und Landschaft. Zunächst war die Zeichnung sein bevorzugtes Medium. Sein druckgraphisches Werk begann zwischen 1955 und 1957 mit Radierungen und Lithographie, einige Linol- und Holzschnitte kamen dazu. 1964 erweiterte sich das Œuvre durch die Offsetlithographie, die er als erster Künstler in die Graphik der DDR einführte. Die Druckgraphik ist thematisch der Landschaft und dem städtischen Milieu gewidmet, es gibt Porträts, viele klug beobachtete Genreblätter. In den 1960er Jahren hat Goltzsche eines der umfangreichsten druckgraphischen Werke seiner Generation aufgebaut. Im Jahr 1964 begann er mit Aquarellmalerei, die seitdem zu einem seiner wichtigen Arbeitsgebiete geworden ist. Seit den 1970er Jahren kamen die Temperamalerei und das Pastell hinzu. Vielleicht angeregt durch seinen Lehrer Max Schwimmer, beschäftigte sich Goltzsche schon früh auch mit der Literatur. Neben zahlreichen freien Blättern zur Literatur entstanden literaturbezogene Zeichnungen und grafische Arbeiten, die der Künstler in mehr als 60 illustrierten Büchern publizierte. Der Zeichnung widmet sich Goltzsche mit anhaltendem Interesse. Anfangs dem Gegenstand verpflichtet, wurden zunehmend allein kompositorische Fragen, Fragen von Linie, Fläche und Raum zum Gegenstand immerwährender Auseinandersetzung, wobei die Realität oder die Erfahrung derselben immer Ausgangspunkt bleiben. Analog dazu verstärkte der Künstler auch in der Aquarell- und Temperamalerei die Tendenz zu flächenhaften Kompositionen, wobei ihm insbesondere bei letzterer Eigenschaften und Stofflichkeit der Farbe selbst entgegenkommen. Abstraktion und Gegenständliches halten sich jedoch die Waage, wie auch sinnliches Erlebnis und geistige Durchdringung.
Werke Goltzsches befinden sich in zahlreichen Museen und privaten Sammlungen im In- und Ausland.

## Ehrungen
- 1978 Käthe-Kollwitz-Preis
- 1989 Kunstpreis der DDR[3]
- 1998 Hannah-Höch-Preis
- 2010 Hans-Theo-Richter-Preis

## Schülerinnen und Schüler (unvollständig)
- Gerd Frick
- Ingrid Goltzsche-Schwarz
- Christoph Meyer
- Gudrun Petersdorff
- Elke Pollack
- Harald Toppel

## Rezeption
„Sein Werk hielt Goltzsche Zeit seines Wirkens autark changierend zwischen Gegenständlichem und Abstraktion.“

## Museen und öffentliche Sammlungen mit Werken Goltzsches (unvollständig)
- Altenburg/Thür.: Lindenau-Museum
- Berlin: Berlinische Galerie[5]
- Berlin: Artothek des Deutschen Bundestags
- Berlin: Kommunale Kunstsammlung Pankow[6]
- Dresden: Kupferstichkabinett[7]
- Gera: Otto-Dix-Haus
- Köln: Museum Ludwig
- Zeitz: Museum Schloss Moritzburg[8]

## Einzelausstellungen (unvollständig)
- 1964 Kunstkabinett des Instituts für Lehrerweiterbildung, Berlin-Weißensee
- 1967 Leonhardi-Museum, Dresden
- 1968 Städtische Kunstsammlungen Görlitz
- 1972 Köpenicker Pädagogenklub, Ost-Berlin
- 1975 Klub Otto von Guericke im Kulturbund, Magdeburg
- 1976 Galerie am Prater, Ost-Berlin
- 1977 Galerie Arkade, Ost-Berlin
- 1982 Kupferstichkabinett, Ost-Berlin
- 1986 Galerie Oben, Karl-Marx-Stadt
- 1986 Museum Burg Querfurt
- 1986 Burg-Galerie, Halle/Saale
- 1988 Galerie in der Deutschen Bücherstube, Ost-Berlin
- 1989 Galerie erph, Erfurt
- 1990 Galerie West, Dresden
- 1990 Galerie Oevermann, Frankfurt am Main[3]
- 1991 Galerie Mitte, Berlin
- 1992 Käthe-Kollwitz-Museum Köln, (mit Sabine Grzimek und Joachim John)
- 1992 Kunstmuseum Basel und Neue Pinakothek, München (mit Gerhard Altenbourg, Carlfriedrich Claus, Peter Graf, Sabine Grzimek und Claus Weidensdorfer)
- 1993 Brecht-Haus, Berlin-Weißensee
- 1993 Kunstausstellung Kühl, Dresden
- 1994 Galerie Mitte, Berlin
- 1994 Galerie der Berliner Graphikpresse, Berlin
- 1994 Märkisches Museum (Berlin) im Ephraim-Palais
- 1994 Galerie Beethovenstraße, Düsseldorf
- 1995 Galerie Weise, Chemnitz
- 1995 Stadtmuseum Dresden (mit Werner Wittig)
- 1995 Hallescher Kunstverein
- 1996 Galerie M, Berlin (mit Christa Sammler)
- 1996 Galerie Beethovenstraße, Düsseldorf
- 1997 Kunstsammlung Gera, Orangerie
- 1997 Städtisches Museum Leverkusen, Schloss Morsbroich
- 1997 Galerie Alvensleben, München
- 1998 Neuer Berliner Kunstverein
- 2000 Galerie Beethovenstraße, Düsseldorf
- 2001 Galerie Brusberg, Berlin
- 2002 Akademie der Künste, Berlin
- 2004 Leonhardi-Museum, Dresden
- 2006 Galerie Beethovenstraße, Düsseldorf
- 2007 Kunstverein Talstraße, Halle (Saale)
- 2009 Berlinische Galerie – Landesmuseum für Moderne Kunst, Fotografie und Architektur
- 2009 Guardini Galerie, Berlin
- 2009 Kurt Tucholsky Literaturmuseum Schloss Rheinsberg
- 2010 Galerie Beyer, Dresden
- 2011 Literaturhaus Magdeburg
- 2012 Galerie Pankow, Berlin
- 2012 Museum Atelierhaus Rösler-Kröhnke, Kühlungsborn
- 2014 Kunstverein Wassermühle, Lohne
- 2014 Kunstmuseum Ahrenshoop
- 2014 Sprengel Museum Hannover („Zeichnung Ost“)
- 2014 Galerie Parterre Berlin, Berlin
- 2015 Staatliche Museen zu Berlin, Kunstbibliothek
- 2015 Burg Beeskow
- 2016 Städtische Galerie Dresden[9]
- 2021/2022 Galerie der Berliner Graphikpresse (Teile von Etwas. Radierungen 1960–2021)
- 2024 Galerie Amalienpark, Berlin-Pankow (ohne Bitterstoffe; frühe Tempera- und späte Tuschearbeiten)

## Werke

### Druckgrafik
- Altes Berlin (Lithographie auf Bütten, 1959; im Bestand der Berlinischen Galerie)
- Hommage à Max Schwimmer (Lithografie, 1964; im Bestand des Kupferstichkabinetts Dresden)[10]
- Gleise in Treptow (Originaloffset, 1971; im Bestand der Berlinischen Galerie)
- Berlin (Originaloffset, 1986; im Bestand der Berlinischen Galerie)
- 1991: Elefantenträume (Mappen-Edition mit zehn Lithographien und einem Text von Karl Mickel. 9. Druck der Berliner Graphikpresse)[11]

### Buchillustrationen
- Sarah Kirsch: Zaubersprüche (mit 23 Federzeichnungen). Aufbau-Verlag Berlin und Weimar, 1973
- Alphonse Daudet: Briefe aus meiner Mühle. Verlag Philipp Reclam jun. Leipzig, Universalbibliothek 713; 1977 (mit 15 Federzeichnungen)
- Wilhelm Hauff: Das Bild des Kaisers. Historische Novelle. Verlag der Nation Berlin, 1982 (mit 12 Radierungen)
- Franz Fühmann. Frontispiz, Kaltnadelradierung, in Zwischen Erzählen und Schweigen. F. F. zum 65. Geburtstag. Hinstorff Verlag, Rostock 1987
- Charlotte Grasnick: Blutreizker (Gedichte). Zeichnungen. Verlag der Nation, Berlin 1989, ISBN 3-373-00325-3
- Thomas Rosenlöcher: Am Wegrand steht Apollo. Gedichte. Insel Verlag, Frankfurt am Main, 2001
- Helga M. Novak: Aus Wut – Gedichte. Lithografien. Edition Mariannenpresse, Berlin 2005, ISBN 3-926433-39-6
- Charlotte Grasnick: So nackt an dich gewendet (Gedichte). Zeichnungen. Verbrecher Verlag, Berlin 2010, ISBN 978-3-940426-47-5